# 任立政
任立政（?—?），西汉陇西郡（今甘肃临洮）人，中国西汉政治人物，字少公。
任立政是李陵的故交，李陵北伐匈奴兵败归降。汉昭帝即位，霍光、上官桀辅政，都和李陵关系不错，派遣任立政率领使者二人出使匈奴，想招纳李陵回到汉朝。单于开摆酒宴款待使者，李陵和卫律作陪，他多次用眼睛示意，偷偷地握了一下李陵的脚，告诉他可以回到汉朝。后来又乘空隙以微言劝他，说汉朝已经大赦，中国安乐，主上富于春秋，霍子孟、上官少叔用事，请他回归故乡。李陵害怕回去再次受辱，最终没有回去。